# Norra Stadsskogen
Norra Stadsskogen är ett bostadsområde i Alingsås och ett av de större byggprojekten i Västsverige under 2000-talets första decennium. Under 2006 påbörjades den första etappen med 300 bostäder. När området står klart ska det rymma 1000 nya bostäder, och drygt 3000 personer förväntas bo i området. Arbetet sker i form av ett partnerskap där kommunen och tio byggare ingår.